# لاس فلورس (کالیفرنیا)
لاس فلورس (به انگلیسی: Las Flores) یک منطقهٔ مسکونی در ایالات متحده آمریکا است که در شهرستان اورنج، کالیفرنیا واقع شده‌است. لاس فلورس ۵٫۲۵۴ کیلومتر مربع مساحت و ۵٬۹۷۱ نفر جمعیت دارد و ۲۱۸ متر بالاتر از سطح دریا واقع شده‌است.